# Osterbruch
Osterbruch es un municipio situado en el distrito de Cuxhaven, en el estado federado de Baja Sajonia (Alemania), a una altitud de 2 metros. Su población a finales de 2016 era de unos 520 habitantes y su densidad poblacional, 50 hab/km².
Se encuentra ubicado a poca distancia al norte de la ciudad de Bremen, al sur del mar del Norte.